# Cañaribamba
Cañaribamba (en quechua: Kañaripampa) es una localidad y parroquia urbana en el Cantón Cuenca, Provincia de Azuay, Ecuador.